# Roger Ulrich
Roger Ulrich (ur. 8 czerwca 1905, zm. 20 maja 2004) – francuski biolog, fizjolog roślin.
W pracy badawczej zajmował się  m.in. przemianami energetycznymi w komórce oraz ich wykorzystaniem w rolnictwie i ogrodnictwie. Był wieloletnim dyrektorem Laboratorium Biologii w Stacji Niskich Temperatur pod Paryżem. Profesor Sorbony, członek zagraniczny PAN.